# Bloemstuk (Savery)
Bloemstuk (Frans: Bouquet de fleurs) is een schilderij van Roelant Savery dat hij rond 1610-12 maakte. Het kwam in 1873 in de collectie van het Museum voor Schone Kunsten in Rijsel door een schenking van Alexandre Leleux, eigenaar van de regionale krant L'Echo du Nord.

## Voorstelling
Op het schilderij is een roemer op een plank te zien waarin bloemen staan. Het zijn zowel gekweekte als wilde exemplaren. Zo zijn er rozen, akeleien en anemomen te zien, naast vergeet-me-nietjes, viooltjes en een korenbloem.
Roelant Savery heeft vooral landschappen met dieren geschilderd. Bloemstillevens nemen slechts een tiende van zijn oeuvre in. Zijn invloed op de ontwikkeling van dit genre in Nederland is toch belangrijk. In tegenstelling tot zijn tijdgenoten schilderde hij niet steeds dezelfde bloemen, maar nam nieuwe soorten in zijn werken op, in totaal zo'n 150 bloemen en 70 insecten en andere kleine beestjes. Hij bestudeerde deze soorten nauwkeurig, zodat hij ze waarheidsgetrouw kon schilderen.
Savery was van 1604 tot 1612 in dienst van keizer Rudolf II in Praag. De keizer en zijn hof waren gefascineerd door wetenschap, natuur en kunst. Savery moet gebruik hebben gemaakt van de uitgebreide verzameling van zijn beschermheer, die zowel uit echte bloemen als tekeningen en prenten bestond. De miniaturen in waterverf van Joris Hoefnagel, die hem voorging in dienst van de vorst, zijn een belangrijke bron voor Savery geweest.
De bloemen in het boeket komen in alle stadia voor, nauwelijks open, bloeiend of al uitgebloeid.  Zoals op veel schilderijen uit het begin van de zeventiende eeuw staan exemplaren die op verschillende tijdstippen van het jaar bloeien naast elkaar. De schilder wilde zo waarschijnlijk uitdrukking geven aan het verloop van de tijd en van het leven zelf. Ook de bromvlieg en de aardhommel op de kleine rozenknop duiden op vergankelijkheid en verval. Bloemstuk is zo een voorbeeld van een vanitas-schilderij, in die tijd een populair genre. De vlinder, een kleine vos, staat echter symbool voor de wederopstanding en de onsterfelijkheid van de ziel, terwijl de rode roos kan verwijzen naar de passie van Christus. De anjer staat voor veel zaken symbool, onder andere het lijden van Christus.  Dergelijke verborgen emblemen, vaak alleen te begrijpen door echte kenners, waren geliefd aan het hof van Rudolf II. 